# Acalolepta florensis
Acalolepta florensis es una especie de escarabajo longicornio del género Acalolepta, tribu Monochamini, subfamilia Lamiinae. Fue descrita científicamente por Breuning en 1970.
Se distribuye por Indonesia. Mide aproximadamente 23 milímetros de longitud. El período de vuelo de esta especie ocurre en el mes de octubre.